# Taishibashi-Imaichi (metropolitana di Osaka)
Taishibashi-Imaichi (太子橋今市駅?, Taishibashi-Imaichi-eki) è una stazione della Metropolitana di Osaka situata nell'area sud est della città.

## Stazioni adiacenti
| «                 | Servizio        | »                |
| Linea Tanimachi   | Linea Tanimachi | Linea Tanimachi  |
| ----------------- | --------------- | ---------------- |
| Moriguchi         | Locale          | Sembayashi-Ōmiya |
| Linea Imazatosuji |                 |                  |
| Daido-Toyosato    | Locale          | Shimizu          |